# Bell & Howell
Bell & Howell är en amerikansk före detta tillverkare av filmutrustning. Idag tillverkar företaget ingen utrustning för rörlig bild längre utan bara mikrofilmsutrustning, men utrustning från andra tillverkare säljs under namnet Bell & Howell.

## Historik
Företaget grundades som Bell & Howell år 1907 av mekanikern Albert Summers Howell och projektoroperatöreren Donald Joseph Bell i Wheeling, Illinois. År 2003 gick firman ihop med Böwe Systec Inc. och bytte då namn till Böwe Bell & Howell. När Versa Capital Management köpte företaget år 2011 byttes namnet tillbaka.

## Fotogalleri, historiska produkter i urval

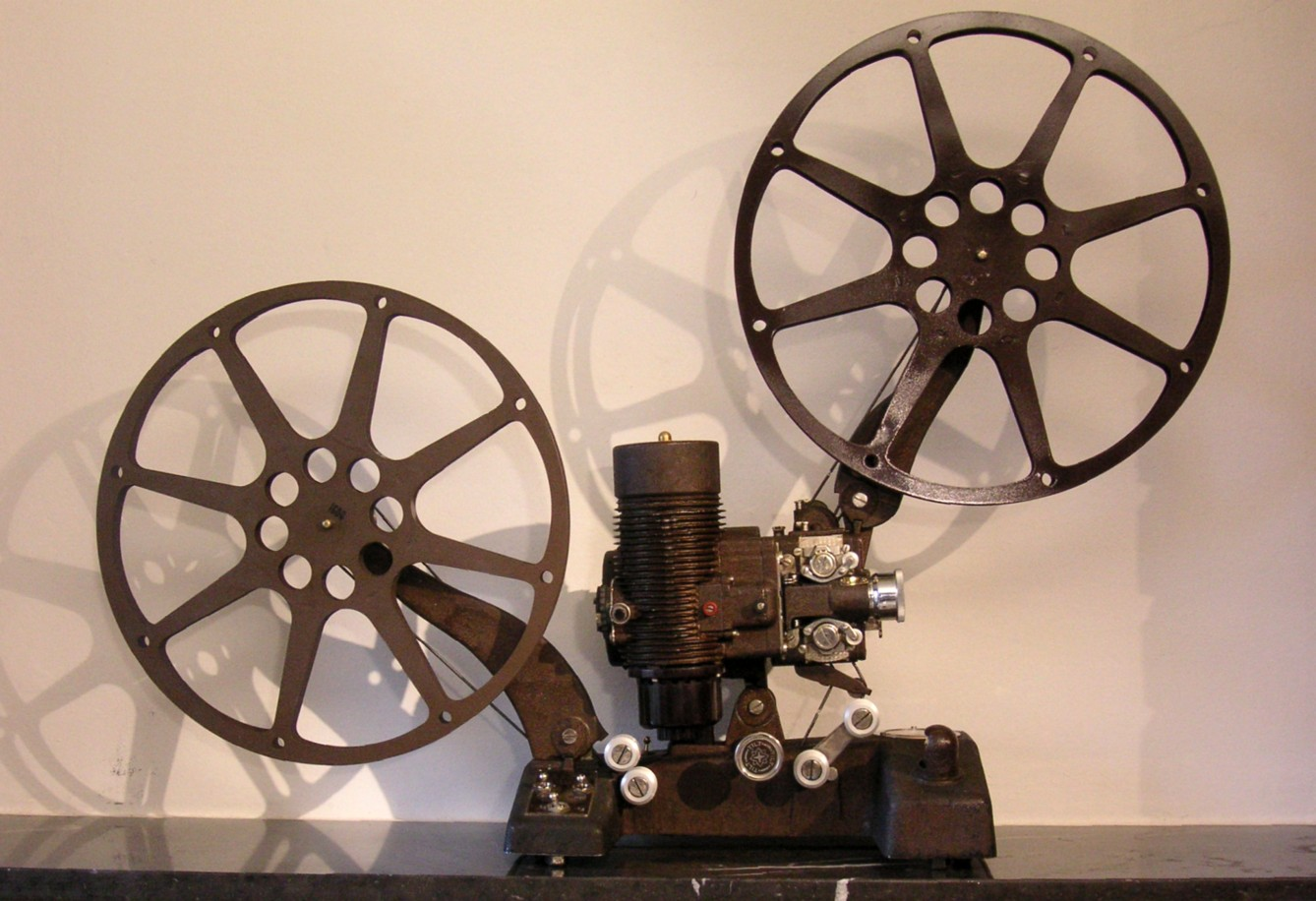
Bell & Howell 16mm stumfilmsprojektor Filmo 129
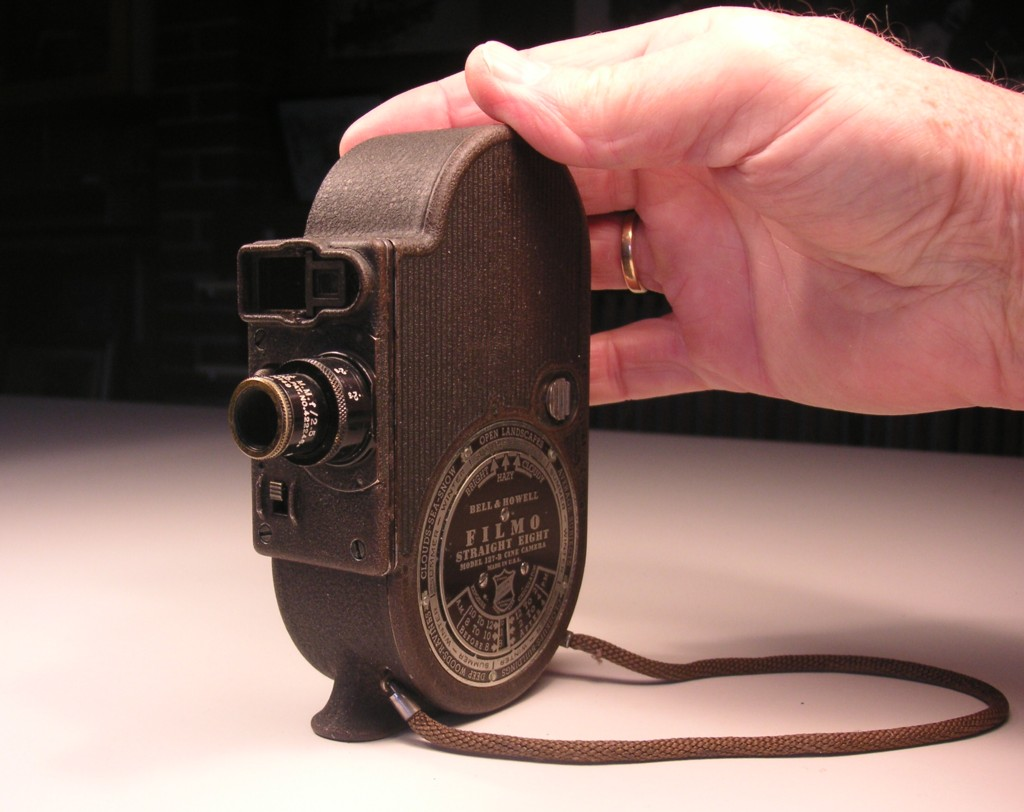
Bell & Howell 8mm amatörfilmkamera Filmo Straight Eight
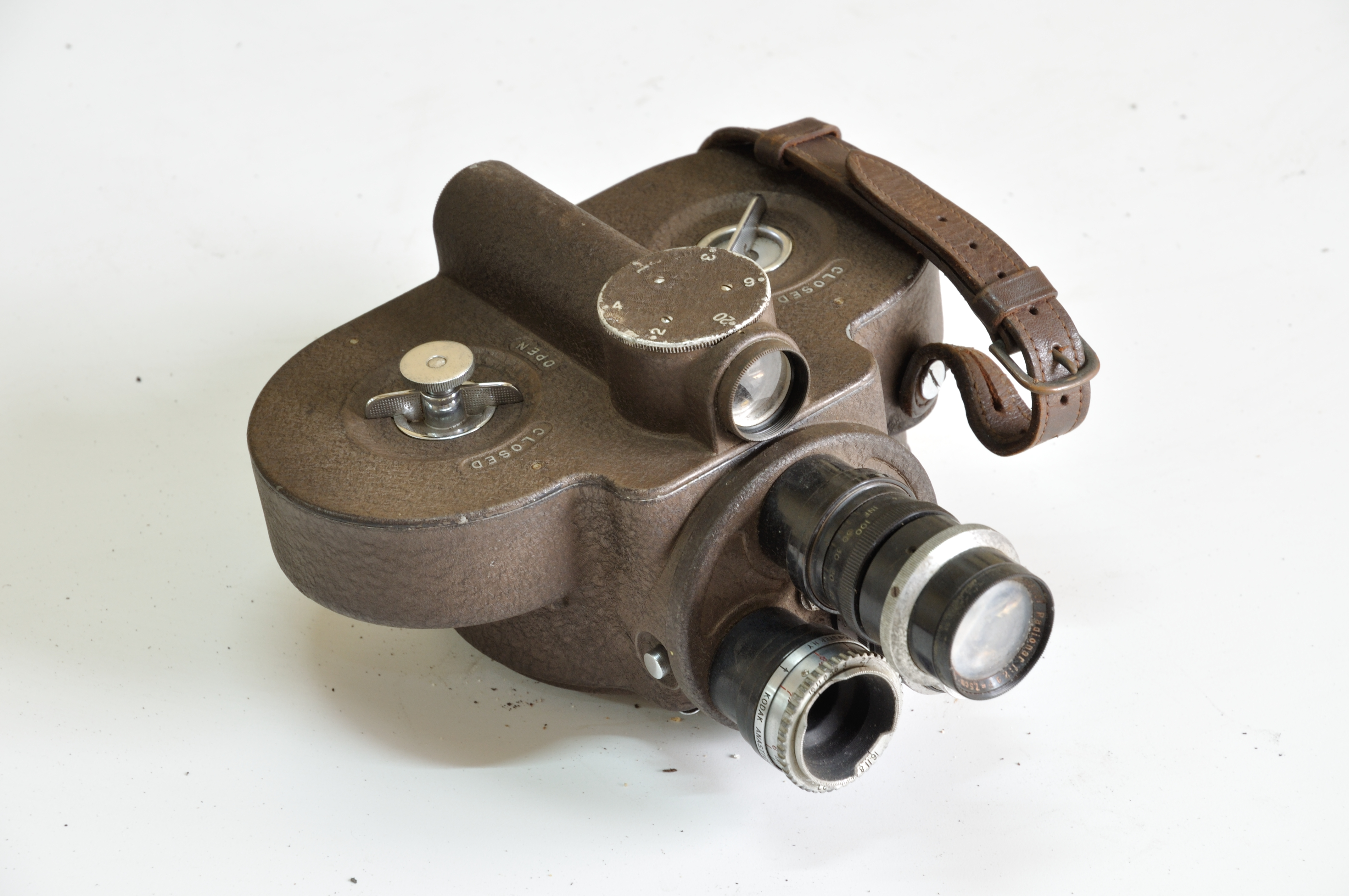
Bell & Howell 16mm kamera
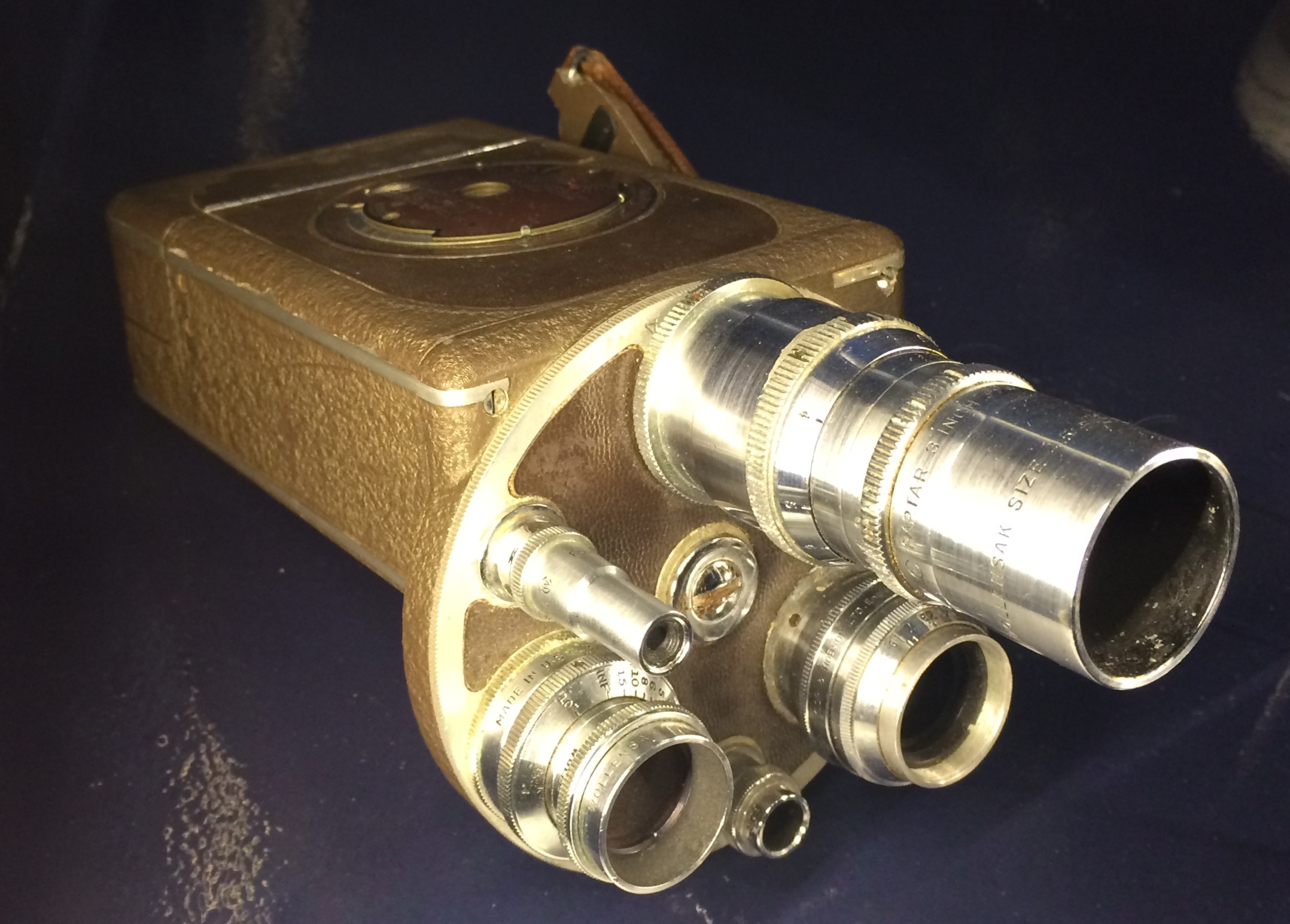
Bell & Howell camera Kon Tiki (Thor Heyerdahls expedition "Kon-Tiki")
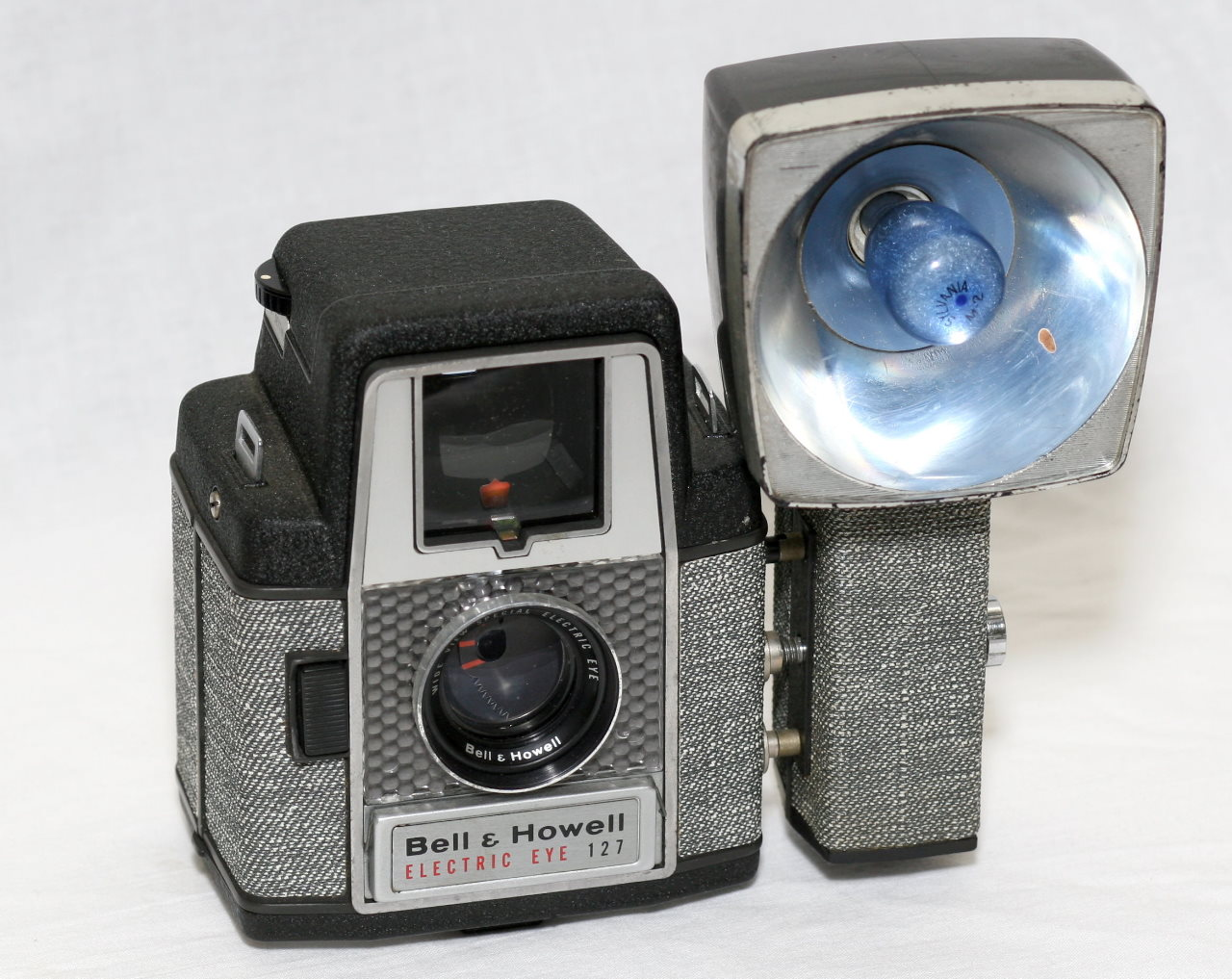
Bell & Howell Electric Eye 127